# Stanislav Dobroniak
Stanislav Wladyslaw Dobroniak, född 5 april 1923 i Łódź, död 18 maj 1994 i Sofia församling, Stockholm, var en polsk-svensk konstnär.
Dobroniak studerade vid konsthögskolan i Polen 1946-1950. I konstförlaget GPD:s tävling tilldelades han första priset 1964 och ett tredje pris vid Förenta nationernas internationella konsttävling i New York 1966. Efter postverkets tävling om frimärken 1982 utvaldes hans förslag Fred till en av årets frimärksförlagor. Han har medverkat i ett stort antal samlingsutställningar i Polen och Sverige, bland annat i Polska konsten 20 år i Warszawa och Liljevalchs vårsalong samt på Le Salon des Nations i Paris. Han utförde dekoren till Muammer Özers film Splittring 1984. Dobroniak är representerad vid Łódź konstmuseum, Łódź universitetsbibliotek och Postmuseum. 